# AI Shogi 3
AI Shogi 3 (AI将棋3?) è un simulatore di un gioco da tavolo giapponese, pubblicato solo in Giappone per la console Nintendo 64. In seguito sono state pubblicate due nuove versioni, una per la console Nintendo DS, l'altra per la console Sony PlayStation Portable.

## Accoglienza
Al momento dell'uscita, i quattro recensori della rivista Famitsū hanno dato un punteggio di 26/40 alla versione per Nintendo 64.